# Олевский, Джулиан
Джулиан Олевский (англ. Julian Olevsky; 7 мая 1926, Берлин — 25 мая 1985, Амхерст, штат Массачусетс) — американский скрипач.

## Биография
Родился в еврейской семье, отец происходил из Польши, мать (Августина Олевская, урождённая Геня Шахмейстер) — из России. Отец, Сигизмунд Олевский (нем. Siegmund Olewsky), руководил в Берлине танцевальным оркестром; скрипачом также стал двоюродный брат Олевского Леон Шпирер, с которым они вместе начинали заниматься музыкой. В 1935 году семья эмигрировала из Германии в Люксембург, а двумя годами позже — в Аргентину. В Буэнос-Айресе Олевский продолжил занятия скрипкой у Аарона Классе, ученика Леопольда Ауэра, а затем у Александра Печникова. В 12 лет дебютировал с оркестром (дирижировал Курт Пален), исполнив концерт для скрипки с оркестром Александра Глазунова. В дальнейшем выступал с ведущими аргентинскими оркестрами и работавшими в Аргентине дирижёрами, гастролировал в других латиноамериканских странах, а в 1947 году обосновался в США. В 1951 году дебютировал в Карнеги-холле.
Выступал с пианисткой Эстелой Кирзенбаум, на которой затем женился, с особенным успехом исполняя сонаты Вольфганга Амадея Моцарта. С ней же и своим двоюродным братом Полом Олефски образовал фортепианное трио, записавшее, в частности, все трио Иоганнеса Брамса, а также сочинения П. И. Чайковского и А. С. Аренского. Как солист записал ряд концертов Антонио Вивальди (в том числе «Времена года» с оркестром Венской государственной оперы), концерты Мендельсона, Брамса, Бруха, Венявского, шесть сюит Иоганна Себастьяна Баха для скрипки соло.
С 1967 г. преподавал в Университете Массачусетса.

## Семья
Первая жена — Ивон Ламонт (англ. Yvonne Lamont, 1927—?), двое детей — музыкальный педагог Роксана Олевская (англ. Roxane Olevsky) и скалолаз Рональд Олевский (англ. Ron Olevsky). Вторая жена — пианистка и музыкальный педагог Эстела Кершенбаум Олевская (англ. Estela Kersenbaum Olevsky, уроженка Аргентины), дочь Диана (англ. Diane Olevsky Gluck, род. 1971).